# Arbeitskräftebesatz
Arbeitskräftebesatz ist ein Maß in der Landwirtschaft für den durchschnittlichen Bestand an Arbeitskräften bezogen auf die Agrarfläche. Er wird im Allgemeinen in Arbeitskraft-Einheiten (AK) je 100 ha landwirtschaftliche Nutzfläche (LN) bzw. landwirtschaftlich genutzte Fläche (LF) angegeben.
Der Arbeitskräftebesatz ist bei landwirtschaftlichen Betrieben prinzipiell abhängig von deren Größe und dem Produktionszweig, in dem diese schwerpunktmäßig tätig sind: 
- Im Allgemeinen gilt: je größer der Betrieb, desto geringer ist dessen Arbeitskräftebesatz.[1]
- In Deutschland ist etwa bei Ackerbaubetrieben der Arbeitskräftebesatz signifikant niedriger als bei Dauerkultur- oder Viehhaltungsbetrieben;[2] der Agrarbericht 2019 des Bundesministeriums für Ernährung und Landwirtschaft wies für Deutschland 2017/18 bei Ackerbaubetrieben im Schnitt 1,7 AK/100 ha LF aus, während es bei Viehhaltungsbetrieben 2,4 AK/100 ha LF und bei Dauerkulturbetrieben 16,9 AK/100 ha LF waren (nur Haupterwerbsbetriebe).[3]